# Barleria her
Barleria her är en akantusväxtart som beskrevs av Raymond Benoist. Barleria her ingår i släktet Barleria och familjen akantusväxter. Inga underarter finns listade i Catalogue of Life.